# Strada M2 (Russia)
La strada M2 «Krym» (letteralmente: «Crimea») è una strada federale della Russia, che collega Mosca con il confine ucraino, oltre il quale prosegue con la denominazione di M20. È parte dell'itinerario europeo E105.